# Yin Tang Hsieh
Yin Tang Hsieh (1925) es un profesor, botánico, y pteridólogo, chino.

## Obra

### Libros
- chu Weiming, zhong-ren Wang, xian-chun Zhang, yin-tang Hsieh. 1999. Flora Reipublicae Popularis Sinicae. Vol. 2. Editor Sci. Press, 566 pp. ISBN 7-03-007323-1